# Helikopterolyckan vid Rörö
Helikopterolyckan vid Rörö inträffade den 18 november 2003, då en Eurocopter AS332M1 Super Puma (Helikopter 10) med anropssignal "Helge 99" ur femte helikopterskvadronen havererade under en mörkerövning tillsammans med Sjöräddningssällskapets räddningskryssare Märta Collin öster om Rörö, i Öckerö kommun i Göteborgs norra skärgård. Sex av de sju besättningsmännen ombord omkom.
Efter olyckan samlades pengar in till förmån för Sjöräddningssällskapet för att finansiera byggandet av sex stycken rescuerunners, en typ av specialbyggd vattenskoter för sjöräddning. Båtarna fick namn efter de sex omkomna besättningsmännen.

## Olyckans händelseförlopp

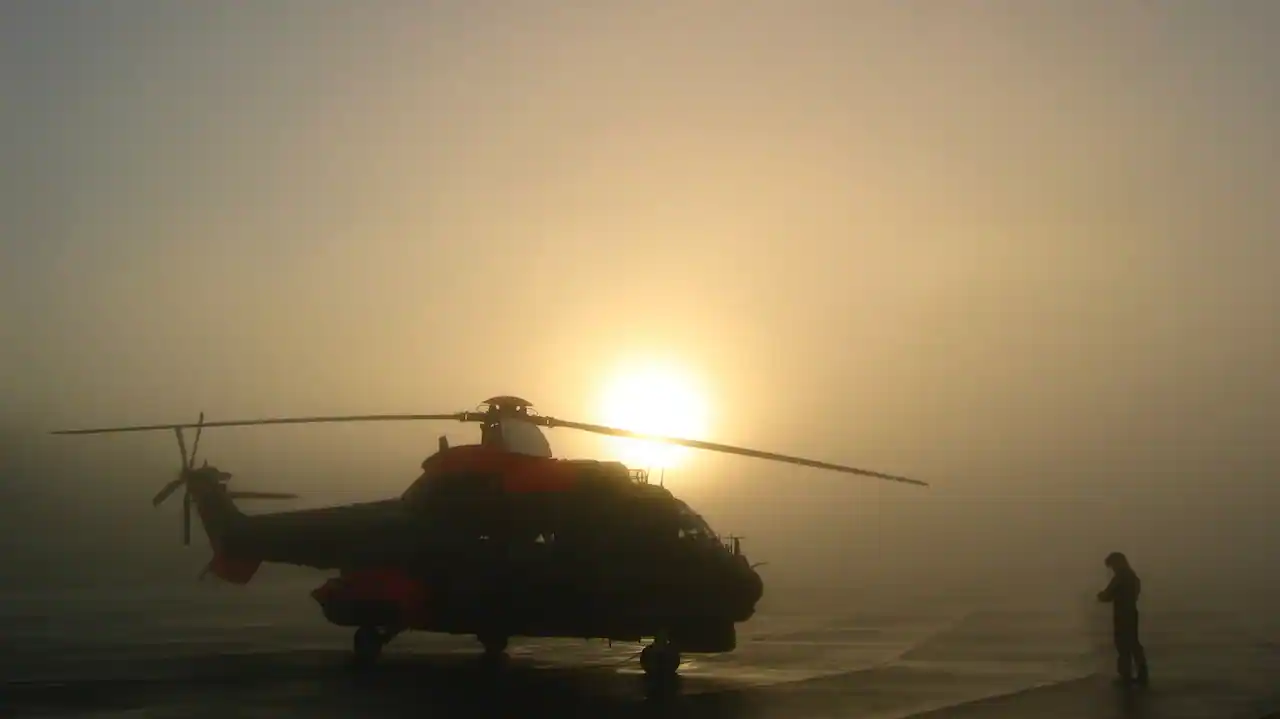
Helikoptern fotograferad på plattan på Säve Depå samma dag som olyckan inträffade.

Som en del i utbildningen av två värnpliktiga ytbärgare planerades att en mörkerövning skulle genomföras tillsammans med räddningskryssaren Märta Collin, baserad på Sjöräddningssällskapets station på Rörö. Målet med övningen var att öva vinschning med bår med fartyget under gång. Fem ordinarie besättningsmän samt en färdmekanikerelev och en värnpliktig ytbärgarelev deltog under övningen.
På kvällen den 18 november genomfördes det första av två flygpass, då besättningen övade inflygning och vinschning mot Märta Collin. Helikoptern återvände kl 18:11 till hemmabasen på Säve för att tanka och byta besättning inför ytterligare en vinschövning tillsammans med räddningskryssaren. Färdmekanikern byttes ut mot en avlösande färdmekaniker, likaså klev den ena värnpliktige ytbärgareleven av för att ersättas av annan värnpliktig ytbärgarelev. Ordinarie värnpliktig ytbärgare deltog i båda flygningarna för att tjänstgöra som instruktör.
Helikoptern lyfte klockan 18:32 och satte kurs västerut mot övningsområdet. Klockan 18:40 gjordes sista radarregistreringen av helikoptern, då på en höjd av cirka 40 meter över havsytan. Besättningen på Märta Collin, som låg något öster om Rörö, såg kort därefter ett diffust ljussken, följt av ett skarpare vitt ljus följt av en dov knall. Ett radareko upptäcktes samtidigt cirka 400 meter framför fartyget. Märta Collin satte omedelbart kurs mot radarekot med tända sökarljus och kunde på cirka 100 meters avstånd upptäcka ytbärgaren liggande i vattnet i närheten av en större vrakdel. Fartygets besättning kontaktade klockan då MRCC och meddelade att helikoptern hade störtat i havet. Märta Collin gav sig därefter in i haveriområdet som var täckt med flygfotogen flytandes på vattenytan. Ytbärgaren kunde räddas ur havet och förflyttades senare över till en polisbåt för transport in till ambulans på fastlandet. Mannen hade vid tillfället för haveriet inte varit fastspänd i något säte eller i fastbindningsremmar, och erhöll endast en mindre skada då han separerades från helikoptern.

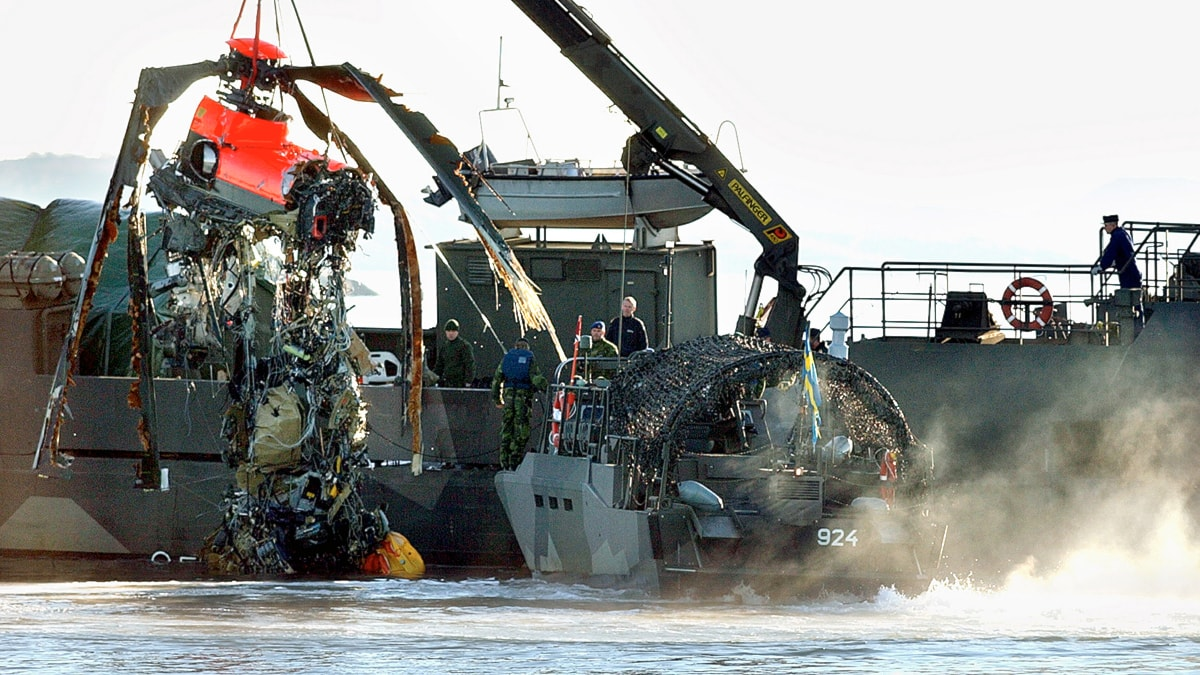
Helikoptervraket kunde bärgas fem dagar efter olyckan.

Under kvällen och natten genomfördes ett omfattande eftersök efter helikopterns övriga besättning. Deltog gjorde enheter ur SSRS, Kustbevakningen, Sjöpolisen, Försvarsmakten samt civila fiskefartyg. Inom en timme hade befälhavaren, andreförare, färdmekanikereleven och ytbärgareleven återfunnits omkomna och bärgats. I samband med lokalisering av helikoptervraket dagen efter olyckan hittades även systemoperatören och färdmekanikern omkomna.
Helikoptern hade vid nedslaget sönderdelats och låg i två större delar med cirka 500 meters mellanrum. Den 23 november 2003 genomfördes bärgning av vrakets främre del, och bakre del av helikopterskrovet bärgades den 25 november 2003. Efter bärgning trålades havsbotten för att försöka återfinna saknade delar, men i stort sett inga lösa vrakrester hittades mellan de två bärgningsplatserna.

## Orsak till olyckan
Statens haverikommission kunde i den efterföljande utredningen inte fastslå olycksorsaken. Den samlade bedömningen tyder dock på att besättningen tappat orienteringen om flygläget under start från hovring på låg höjd under inflygning mot Märta Collin. Utredningen fastslog också att flera säkerhetsbarriärer för att förhindra en olycka saknades, bland annat markkollisionsvarningssystem. 